# Норман, Генри Эдгарович
Генри Эдгарович Норман (род. 25 февраля 1936, Москва) — советский и российский учёный-физик, специалист в области молекулярной динамики и ab-intio-расчётов, преподаватель высшей школы, профессор. Наиболее известен благодаря работам по созданию вычислительного метода Монте-Карло в статистической термодинамике и формуле Бибермана — Нормана для идеальной плазмы.

## Биография
Родился в семье Эдгара Артуровича Нормана и Веры Николаевны Куриленко. В 1953 году окончил в Москве среднюю школу № 135 с золотой медалью и поступил на факультет электровакуумной техники и специального приборостроения Московского энергетического института (МЭИ), который окончил с отличием в 1959 году. Работал инженером в МЭИ, в 1963—1964 годы учился в аспирантуре МЭИ. В 1964 году защитил кандидатскую, а в 1974 году — докторскую диссертации в Институте высоких температур АН СССР (ИВТАН). В период 1965—1979 годов работал в теоретическом отделе ИВТАН, в 1979—1992 годы — начальник лаборатории, отдела, главный научный сотрудник в Московском радиотехническом институте АН СССР. В 1981 году получил звание профессора. С 1992 года по 1994 год заведовал отделом в зеленоградском инженерном центре «Плазмодинамика» Московского института электронной техники. В 1990-е годы работал в Московском физическом обществе, профессор кафедры молекулярной физики МФТИ. С 2001 года главный научный сотрудник ОИВТ РАН, в период 2005—2013 — заведующий отделом.
Помимо научной деятельности в 1990—1993 годы был депутатом Краснопресненского райсовета города Москвы, председателем комиссии по образованию и культуре. С 1989 по 2008 год — член правления, председатель правления Московского физического общества, член Физического общества СССР, затем — Объединённого физического общества России.
В 2022 году поддержал вторжение России на территорию Украины, аргументировав это целью уничтожить «украинский нацизм» и остановить «геноцид жителей ДНР и ЛНР».

## Научные достижения
Автор более 240 научных публикаций, индексируемых Web of Science, индекс Хирша — 28.
В конце 1960-х в его работе, выполненной вместе с А. Н. Старостиным, была показана основополагающая роль квантовых эффектов в понимании природы невырожденной неидеальной плазмы и высказана гипотеза о плазменном фазовом переходе, позже подтверждённая экспериментально. 
Соавтор формулы Бибермана — Нормана для идеальной плазмы.
В 1969 году совместно с В. С. Филиновым впервые предложил алгоритм большого канонического ансамбля для исследования фазовых переходов методом Монте-Карло.
Создал на базе отдела компьютерной теплофизики ОИВТ РАН научную школу, с практическими приложениями во многих отраслях. Тематический охват исследований отдела: научные основы нанотехнологий, фазовые переходы твердых тел и жидкостей и их границы устойчивости, пластичность и разрушение при высокоскоростной деформации, разработка новых моделей потенциалов межатомного взаимодействия, теория неидеальной плазмы, релаксация в неидеальной плазме, динамические свойства пылевой плазмы, рентгеновская спектроскопия плазмы, рентгенография микро- и нанообъектов, применение суперкомпьютеров и гибридных вычислительных систем для молекулярного моделирования, теория метода молекулярной динамики.

## Почётные звания
- Соросовский профессор (1997, 1998)
- Грант Москвы «Профессор» (2002, 2004, 2005)